# Barking i Dagenham
Barking i Dagenham és un districte londinenc, Regne Unit. Forma part de l'àrea coneguda com l'Est de Londres i de l‘Exterior de Londres.

## Història
El districte es va constituir l'any 1965 amb l'Acta 1963 del Govern de Londres com el Districte de Barking de Londres. Està format per l'antic districte municipal de Barking i el districte municipal de Dagenham, antiga àrea que es va transferir de la regió d'Essex a la regió del Gran Londres. Quan es van fusionar els dos districtes la població era d'uns 180.000, la part nord de Daganham es va incorporar a Redbridge i una petita part de Barking a Newham. El districte va canviar de nom el 1980 com Barking and Dagenham.

## Límits
El districte limita amb Havering a l'oest amb el riu Rom que forma part del límit. També a l'oest limita amb el districte de Newham amb el riu Roding, al sud amb el riu Tàmesi i els districtes de Bexley i Greenwich. Al nord amb Redbridge.

## Barris

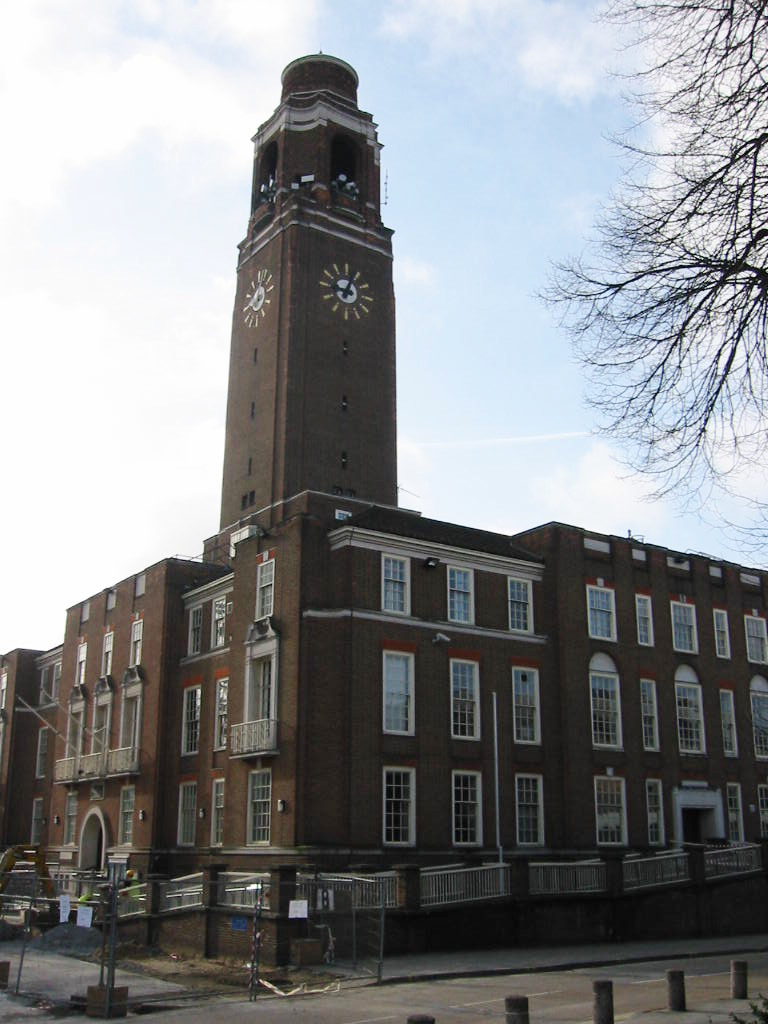
Ajuntament de Barking

El districte de Barking i Dagenham està compost pels següents barris.
- Barking
- Becontree
- Becontree Heath
- Chadwell Heath
- Creekmouth
- Dagenham
- Rush Green

La majoria de les construccions del districte van ser construïdes pel Consell del Comtat de Londres duran el període entre guerres de 1918-1939. El major assentament de l'àrea es va produir quan van arribar les indústries del motor i química a la dècada de 1980.